# حرمان نسبي
الحرمان النسبي هو نقص الموارد اللازمة لدعم النظام الغذائي وأسلوب الحياة والنشاطات ووسائل الراحة التي اعتاد عليها الفرد أو المجموعة، أو التي تحظى بالتشجيع والدعم في المجتمع الذي ينتمون إليه. يسمح قياس الحرمان النسبي بالمقارنة الموضوعية بين حالة الفرد أو المجموعة مقارنة مع باقي المجتمع. قد يركز الحرمان النسبي على تجربة الفرد للسخط عندما يُحرم من شيء يعتقد أنه من حقه، مع أن التركيز على منظور الفرد يجعل القياس الموضوعي مثيرًا للمشاكل.
الحرمان النسبي هو مصطلح يستخدم في العلوم الاجتماعية لوصف مشاعر أو مقاييس الحرمان الاجتماعي أو السياسي أو الاقتصادي النسبية وليس المطلقة. يرتبط هذا المصطلح بشكل وثيق بمصطلحات مشابهة مثل الاستبعاد الاجتماعي والفقر. يترك الحرمان النسبي عواقب مهمة على السلوك والمواقف، بما في ذلك مشاعر الضغط النفسي، والمواقف السياسية والمشاركة في العمل الجماعي. يرتبط المفهوم بدراسات الباحثين لمجالات متعددة في العلوم الاجتماعية. استخدم مؤلفو كتاب الجندي الأمريكي الذين درسوا وحدات الجيش هذا المفهوم بشكل منهجي واكتشفوا أن الفرق المتصور بين التوقع والتحصيل هو الذي يؤدي إلى مشاعر الحرمان النسبي.
أشار العلماء الاجتماعيون، خصوصًا العلماء السياسيون وعلماء الاجتماع منهم، إلى أن الحرمان النسبي، بشكل خاص الحرمان النسبي المؤقت، سبب محتمل للحركات الاجتماعية والانحراف ويؤدي في الحالات القصوى إلى العنف السياسي مثل أعمال الشغب والإرهاب والحروب الاهلية وحالات أخرى من الانحراف الاجتماعي كالجرائم.  على سبيل المثال، يفسر بعض الباحثون في الحركات الاجتماعية ظهورها من خلال الإشارة إلى شكاوى الأشخاص الذين يشعرون بأنهم محرومون من القيم التي يعتبرونها من حقهم. بشكل مشابه، يمارس الأفراد السلوكيات المنحرفة عندما لا تتناسب وسائلهم مع أهدافهم.
ظهر مصطلح الإشباع النسبي في علم النفس الاجتماعي ردًا على البحث في مفهوم الحرمان النسبي، ليناقش الظاهرة المعاكسة له.

## النظرية
أشار والتر رونسيمان في واحد من التعاريف الرسمية الأولى للحرمان النسبي أنه يوجد أربعة شروط مسبقة للحرمان النسبي (من قبل الشخص أ تجاه شي ما س):
- الشخص أ ليس لديه س
- الشخص أ يعرف أشخاص آخرين لديهم س
- الشخص أ يريد أن يكون لديه س
- الشخص أ يعتقد أنه من المنطقي أن يحصل على س

ميز رانسيمان بين الحرمان النسبي الأخوي والأناني. أولهما ناتج عن وضع اجتماعي غير مرغوب فيه عند المقارنة مع وضع أعضاء آخرين أفضل في مجموعة معينة (التي ينتمي إليها أ)، والثاني ناتج عن المقارنة غير المرغوبة مع مجموعات أخرى أفضل. يمكن رؤية الحرمان النسبي الأناني في مثال عن عامل يعتقد أنه كان يجب أن يترقى بشكل أسرع ويمكن أن يجعل ذلك الشخص يتخذ إجراءات الهدف منها تحسين موقعه ضمن المجموعة؛ من ناحية ثانية، من غير المرجح أن تؤثر هذه الإجراءات على أفراد آخرين. يمكن رؤية الحرمان النسبي الأخوي في مثال التمييز العنصري ومن المرجح أكثر أن تؤدي إلى إنشاء ونمو حركة اجتماعية كبيرة كحركة الحقوق المدنية الكبيرة في الستينيات. مثال آخر على الحرمان النسبي الأخوي هو الحسد الذي يشعر به المراهقون تجاه الشخصيات الثرية التي يتم تصويرها في الأفلام وعلى شاشة التلفزيون على أنها «طبقة وسطى» أو «طبيعية» على الرغم من ارتدائهم ملابس باهظة الثمن، وقيادتهم لسيارات باهظة الثمن والعيش في القصور. رُبط الحرمان الجماعي الأخوي بسلوكيات التصويت وبشكل خاص في حالات التصويت لليمين المتطرف.
تفيد نظرية الحرمان بأن الأشخاص المحرومين من أشياء تعتبر ذات قيمة في المجتمع من حيث المال أو العدالة أو الوضع أو الامتياز ينضمون للحركات الاجتماعية على أمل معالجة شكاويهم. تعتبر هذه النظرية نقطة بداية النظر في سبب انضمام الناس للحركات الاجتماعية؛ من ناحية ثانية، من الأهم النظر إلى نظرية الحرمان النسبي على أنها الاعتقاد بأن الناس ينضمون إلى الحركات الاجتماعية بناءً على تقييمهم لما يظنون انهم يجب أن يمتلكوا مقارنةً بما يمتلكه الآخرون. على عكس ذلك فإن الحرمان المطلق هو حالة الناس السلبية الفعلية؛ والحرمان النسبي هو ما يعتقد الناس أنهم يجب أن يمتلكوه بالنسبة لما يمتلكه الآخرون، أو حتى مقارنةً بماضيهم أو مستقبلهم المتصور. تغذي الظروف المحسنة رغبات الناس في ظروف أفضل ويمكنها أن تشعل الثورات أيضًا.

## النسبية
تعد مشاعر الحرمان نسبية لأنها تنجم عن المقارنة مع المعايير الاجتماعية غير المطلقة وتختلف عادةً حسب الزمان والمكان. يميز ذلك بين الحرمان النسبي والحرمان الموضوعي (يُعرف أيضًا بالحرمان المطلق أو الفقر المدقع) – وهو الشرط الذي ينطبق على جميع المحرومين. يقودنا ذلك إلى استنتاج مهم يفيد بأنه: رغم أن الحرمان الموضوعي (الفقر) في العالم يمكن أن يتغير مع الوقت، فإن الحرمان النسبي لن يتغير ما دام التفاوت الاجتماعي مستمر وطالما أن بعض البشر أفضل حالًا من بعضهم الآخر.
لننظر إلى الأمثلة التالية: كانت السيارات في عام 1905 تعد رفاهيةً، بالتالي فإن الفرد غير القادر على تحمل تكلفتها لن يشعر بالحرمان ولن يعتبر محرومًا. في عام 2010، عندما كان وجود السيارات شائعًا في معظم المجتمعات، كان من المرجح أكثر أن يشعر الفرد غير القادر على شراء واحدة منها بالحرمان. في مثال آخر، الأجهزة المحمولة شائعة حاليًا، وقد يشعر العديد من الناس أنهم يستحقون امتلاك واحد منها. منذ خمسين عامًا، عندما لم يكن هناك أجهزة محمولة ولم يكن هذا الشعور موجودًا.
قد يكون الحرمان النسبي مؤقتًا؛ أي أنه قد يمر به الأشخاص الذين يحصلون على حقوق وثروة كبيرين ثم يليها ركود وانقلاب في هذه المكاسب. تسمى هذه الظواهر أيضًا بأنها تطلعات متزايدة غير محققة.
في أحد الأمثلة من المجال السياسي، يعتبر الأشخاص الذين حصلوا على حق التصويت مرة واحدة أن انعدام حق التصويت على الأرجح هو حرمان أكثر من الأشخاص الذين لم تتح لديهم فرصة التصويت مسبقًا.

## الحرمان النسبي والمطلق
بعض علماء الاجتماع، مثل كارل بولانيي على سبيل المثال، جادلوا بأن الفروق النسبية في الثروة الاقتصادية أهم من الحرمان المطلق، وهذا أكثر أهمية في تحديد جودة حياة البشر. لهذا الجدال عواقب مهمة في السياسة الاجتماعية، وتحديدًا فيما إذا كان من الممكن للفقر أن ينتهي ببساطة بزيادة الثروة الكلية أو فيما إذا كانت هناك حاجة لإجراءات مساواة أيضًا.
الفقر النسبي شكل محدد من أشكال الحرمان النسبي. ويعرف قياس الفقر النسبي الفقر بأنه دون خط فقر نسبي ما محدد، كالأسر التي تمتلك أقل من 20% من الدخل الوسطي مثلًا.

## النقد
يشير نقد هذه النظرية إلى أنها لا تفسر سبب فشل بعض الأشخاص الذين يشعرون بالحرمان في التصرف والانضمام للحركات الاجتماعية. ومن الحجج المضادة أن بعض الأشخاص عرضة لتجنب المواجهة المباشرة، أو يركزون على الأمد القصير، وأن الصعوبات المباشرة للحياة قد تنشأ لعدم وجود ضمان أن تحسن الحياة سينتج عن العمل الاجتماعي.